# Sony Pictures
Sony Pictures Entertainment Inc. (cũng được gọi với tên ngắn Sony Pictures và viết tắt là SPE) là một công ty giải trí của Mỹ chuyên sản xuất, mua lại và phân phối các bộ phim giải trí (phim truyền hình sân khấu, chương trình truyền hình và video) thông qua nhiều nền tảng. Nó hoạt động như một công ty con của Sony Entertainment Inc., công ty mẹ của cả doanh nghiệp âm nhạc và điện ảnh của Sony Corporation. Có trụ sở chính tại Culver City, California, công ty bao gồm các đơn vị điện ảnh, sản xuất truyền hình và phân phối của Sony. Doanh thu của nhóm công ty trong năm tài chính 2015 (tháng 4 năm 2015 - tháng 3 năm 2016) đã được báo cáo là 8,3 tỷ đô la. Sony Pictures là một trong những hãng phim lớn của Hollywood và là thành viên của Hiệp hội Điện ảnh Hoa Kỳ.

## Lịch sử
Vào ngày 1 tháng 9 năm 1987, Công ty Coca-Cola công bố kế hoạch chuyển nhượng tài sản của Columbia Pictures, công ty đã sở hữu từ năm 1982. Theo thỏa thuận này, Coca-Cola sẽ bán tài sản giải trí của mình cho TriStar Pictures, trong đó hãng sở hữu 39,6%. Tri-Star sẽ được đổi tên thành Columbia Pictures Entertainment, Inc. (CPE), với việc Coca-Cola sở hữu 49%, cổ đông sở hữu 31% và cổ đông của Tri-Star sở hữu 20%. Một công ty mới được thành lập vào đầu năm 1988 với tên Tri-Star để tiếp quản hoạt động của studio này.
Vào ngày 28 tháng 9 năm 1989, Sony có được quyền chọn mua toàn bộ cổ phiếu của Công ty Coca-Cola (khoảng 54 triệu cổ phiếu hoặc 49% số cổ phiếu đang lưu hành) bằng CPE với giá 27 USD / cổ phiếu.  Ngày hôm sau, Sony cũng thông báo rằng họ đã đạt được thỏa thuận với Guber-Peters Entertainment Company, Inc. (NASDAQ: GPEC; trước đây là Barris Industries, Inc.) để mua CPE với giá 200 triệu đô la khi Sony thuê Peter Guber và Jon Peters làm đồng chủ tịch.  Tất cả đều được Norio Ohga, chủ tịch kiêm CEO của Sony trong thời gian đó lãnh đạo.
Việc Sony thuê Guber và Peters để điều hành Columbia đã mâu thuẫn với hợp đồng trước đó mà các nhà sản xuất đã ký với Warner Bros. Chủ tịch của Time Warner, Steve Ross, đã đe dọa Sony sẽ kiện vì vi phạm hợp đồng. Vụ kiện sau đó sẽ bị hủy bỏ khi Sony bán một nửa quyền lợi trong Columbia House và quyền phân phối truyền hình cáp đối với các bộ phim truyện, phim truyền hình và tiểu thuyết của Columbia cho Warner Bros. Thỏa thuận tương tự đó cũng chứng kiến việc Columbia bán 35% lãi suất của mình trong Burbank Studios và mua lại Lorimar Studios, trước đây là lô MGM, từ Warner Bros.
Vào ngày 31 tháng 10 năm 1989, Sony đã hoàn thành một cuộc đấu thầu mua lại thân thiện đối với phần còn lại (51%) của CPE, một công ty đại chúng được niêm yết trên Sở giao dịch chứng khoán New York (NYSE: KPE) và mua lại 99,3% cổ phần phổ thông. của công ty. Vào ngày 8 tháng 11 năm 1989, Sony hoàn tất việc mua lại bằng cách sáp nhập "dạng ngắn" công ty con Sony Columbia Acquisition Corporation thuộc sở hữu hoàn toàn của mình vào CPE theo Luật Doanh nghiệp Delaware. Sony cũng đã hoàn tất một đợt chào mua công khai cổ phiếu phổ thông của Công ty Giải trí Guber-Peters vào ngày 6 tháng 11 năm 1989 và mua lại công ty này 3 ngày sau đó. Thương vụ mua lại của Sony trị giá 4,9 tỷ USD (3,55 tỷ USD cho cổ phần và 1,4 tỷ USD nợ dài hạn) và được hỗ trợ (tài trợ) bởi 5 ngân hàng lớn của Nhật Bản là Mitsui, Tokyo, Fuji, Mitsubishi và Ngân hàng Công nghiệp Nhật Bản. Công ty được đổi tên thành Sony Pictures Entertainment vào ngày 7 tháng 8 năm 1991.
Sony kể từ đó đã tạo ra nhiều đơn vị sản xuất và phân phối phim khác, chẳng hạn như tạo ra Sony Pictures Classics cho phim nghệ thuật, bằng cách thành lập Columbia TriStar Pictures (còn được gọi là Columbia TriStar Motion Picture Group) bằng cách hợp nhất Columbia Pictures và TriStar Pictures vào năm 1998, hồi sinh bộ phận truyền hình trước đây của Columbia là Screen Gems. Nó mở rộng hoạt động của mình vào ngày 8 tháng 4 năm 2005, khi một tập đoàn do Sony đứng đầu mua lại hãng phim huyền thoại của Hollywood Metro-Goldwyn-Mayer, trong một thương vụ mua lại có đòn bẩy 4,8 tỷ đô la Mỹ, thông qua công ty mẹ MGM Holdings Inc.
Trên thực tế, điều này đã thống nhất lại tên studio MGM, với lô studio chính của MGM, mặc dù hơi khó hiểu, phần lớn thư viện gốc MGM trước tháng 5 năm 1986 đã kết thúc tại Time Warner thông qua Ted Turner - Kirk Kerkorian " Turner Entertainment Co. "giao dịch. Thư viện MGM sau tháng 4 năm 1986 bao gồm việc mua lại các thư viện bên thứ ba khác nhau, chẳng hạn như danh mục Orion Pictures, dẫn đến việc làm lại RoboCop năm 2014 của MGM.
Vào ngày 4 tháng 6 năm 2008, tập đoàn 2JS Productions BV thuộc sở hữu hoàn toàn của SPE đã mua lại công ty sản xuất Hà Lan 2waytraffic NV, nổi tiếng với Who Wants to Be a Millionaire?, được mua lại từ công ty sản xuất ban đầu Celador, You Are What You Eat với giá 114,3 triệu bảng Anh (223,2 triệu đô la Mỹ).
Năm 2011, mạng máy tính Sony Pictures bị xâm phạm và khoảng một triệu tài khoản người dùng liên kết với trang web SonyPictures.com đã bị rò rỉ.
Vào ngày 18 tháng 11 năm 2012, Sony Pictures thông báo họ đã vượt qua mốc doanh thu 4 tỷ đô la với thành công của các bản phát hành: Skyfall, The Amazing Spider-Man, 21 Jump Street, Men in Black 3, Hotel Transylvania, Underworld: Awakening, The Vow, và Resident Evil: Quả báo. Vào ngày 21 tháng 11 năm 2013, SPE và Giám đốc điều hành của Sony Entertainment, Michael Lynton, đã thông báo rằng SPE sẽ chuyển trọng tâm từ điện ảnh sang truyền hình bằng cách cắt bỏ nhóm phim năm 2014 của mình. Nó cũng được thông báo cùng ngày, rằng sẽ có nhiều phần tiếp theo và phần ngoại truyện của Người Nhện, mặc dù vào ngày 10 tháng 2 năm 2015, Sony Pictures cuối cùng đã ký một thỏa thuận với Marvel Studios của Disney để cho phép Người Nhện xuất hiện trong Vũ trụ Điện ảnh Marvel, bắt đầu với Captain America: Civil War, trước khi xuất hiện trong Spider-Man: Homecoming được phát hành vào ngày 7 tháng 7 năm 2017. Thỏa thuận cũng cho phép Sony phân phối và có quyền kiểm soát sáng tạo trên bất kỳ bộ phim MCU nào mà Người nhện là nhân vật chính (chẳng hạn như Homecoming và phần tiếp theo của nó là Spider-Man: Far From Home), trong khi Disney sẽ phân phối các bộ phim MCU có Người nhện xuất hiện mà không phải là nhân vật chính.
Vào ngày 22 tháng 1 năm 2014, SPE đã đưa đơn vị công nghệ của mình vào các công ty thành phần khác nhau của doanh nghiệp mẹ. Vào tháng 4, Sony Pictures đã thu xếp một thỏa thuận tài trợ phim trị giá 200 triệu đô la với LStar Capital, liên doanh tín dụng của Lone Star Capital và Citibank, một nửa nợ và một nửa bằng vốn chủ sở hữu để tài trợ cho phần lớn bộ phim của SPE trong vài năm. SPE ban đầu đang xem xét một thỏa thuận trị giá 300 triệu đô la với Blue Anchor Entertainment, do đối tác của Bloom Hergott là John LaViolette và cựu giám đốc ngân hàng đầu tư & nhà sản xuất Joseph M. Singer, đồng thời được Longhorn Capital Management và Deutsche Bank hỗ trợ.
Kết quả của việc đánh giá lại tài sản của các doanh nghiệp sản xuất phim ảnh và phim truyền hình (chi phí điện ảnh được vốn hóa, bao gồm cả giá trị của thư viện phim hầu hết được ghi nhận khi mua lại CPE năm 1989), Sony đã ghi nhận khoản phí tổn thất lợi thế thương mại không phải tiền mặt 962 triệu USD trong SPE vào quý 3 năm 2016.
Vào ngày 3 tháng 7 năm 2018, Sony đã vô tình đăng tải toàn bộ bộ phim Khali the Killer lên YouTube. Bộ phim tồn tại trong vài giờ trước khi được gỡ bỏ.
Vào tháng 11 năm 2019, Sony đã mua 42% cổ phần còn lại trong GSN từ AT&T, đặt nó dưới sự chỉ đạo của bộ phận truyền hình của mình.

## Vụ hack năm 2014
Vào tháng 11 năm 2014, mạng máy tính Sony Pictures đã bị một nhóm tin tặc có tên Guardians of Peace xâm nhập, vô hiệu hóa nhiều máy tính. Cuối cùng tuần đó, năm bộ phim của Sony Pictures đã bị rò rỉ, bao gồm một số bộ phim chưa được phát hành (chẳng hạn như Fury và Annie), cũng như dữ liệu bí mật về 47.000 nhân viên Sony hiện tại và cũ. Nhà sử học điện ảnh Wheeler Winston Dixon cho rằng vụ hack, làm lộ ra hoạt động bên trong của hãng phim, "không phải là một bức tranh đẹp", và là "lời cảnh tỉnh cho toàn bộ ngành công nghiệp."  Vụ hack cũng tiết lộ một số tài liệu khác, email giữa các ông trùm Hollywood đề cập đến sở thích điện ảnh của Barack Obama, khả năng hợp tác với Marvel Studios để đưa siêu anh hùng Người Nhện vào Captain America: Civil War, sau đó được xác nhận vào tháng 2 năm 2015, giữa những người khác. Vào ngày 16 tháng 12, các tin tặc đã đưa ra một cảnh báo cho người xem phim, đe dọa tấn công bất kỳ ai xem The Interview trong những ngày nghỉ lễ và kêu gọi mọi người "hãy nhớ đến ngày 11 tháng 9 năm 2001 ". Vào ngày 17 tháng 12 năm 2014, Sony đã hủy bỏ việc phát hành The Interview vào ngày 25 tháng 12 đã được lên kế hoạch trước đó do các mối đe dọa từ hacker.
Vào ngày 24 tháng 2 năm 2015, Tom Rothman được bổ nhiệm làm chủ tịch của tập đoàn điện ảnh SPE thay thế Amy Pascal.
Vào ngày 16 tháng 4 năm 2015, WikiLeaks đã công bố hơn 30.287 tài liệu, 173.132 e-mail và 2.200 địa chỉ e-mail công ty của nhân viên Sony Pictures. WikiLeaks cho biết trong một thông cáo báo chí rằng nội dung rò rỉ là "đáng tin cậy và là trung tâm của một cuộc xung đột địa chính trị" và thuộc "phạm vi công cộng". Sony Pictures sau đó đã lên án vụ hack và các vụ rò rỉ sau đó, gọi đây là một "hành động tội phạm ác ý", đồng thời chỉ trích WikiLeaks vì mô tả nội dung bị rò rỉ là phạm vi công cộng.
Seth Rogen đã bày tỏ nghi ngờ về việc Triều Tiên phải chịu trách nhiệm cho vụ hack Sony năm 2014. Dựa trên dòng thời gian của các sự kiện và lượng thông tin bị tấn công, Rogen tin rằng vụ hack có thể được một nhân viên Sony thực hiện.

## Tại Việt Nam

### Các chương trình được mua bản quyền từ Sony Pictures tại Việt Nam
- Ai là triệu phú
- Quyền năng số 10
- Kim tự tháp
- Chinh phục - Tìm người thông minh
- Các bác sĩ nói gì
- Giai điệu bí ẩn
- Chọn ai đây
- Thương vụ bạc tỷ - Shark Tank
- Vừng ơi mở cửa - Đào thoát
- Chiếc nón kỳ diệu
- Nào, hãy mời tôi vào nhà
- Lạ lắm à nha
- Mặt trời bé con - The little shots